# Ofíon
Ofíon (en grec antic Όφίων "la serp"), va ser, segons la mitologia grega, un tità que governà el món amb la seva parella femenina Eurínome, filla d'Oceà. Tots dos eren sobirans dels Titans, abans del temps de Cronos i de Rea. Cronos i Rea usurparen el poder i van llençar Ofíon i Eurínome al Tàrtar.
Tota la tradició sobre Ofíon i Eurínome és possiblement òrfica.